# بيرنار ماكفادين
بيرنار ماكفادين (بالإنجليزية: Bernarr Macfadden)‏ (من مواليد برنارد أدولفوس مكفادين، 16 أغسطس 1868 - 12 أكتوبر 1955) شخص اجتماعي أمريكي مؤيد للثقافة البدنية، وهو مزيج من كمال الأجسام مع النظريات الغذائية والصحية. قام بتأسيس شركة منشورات ماكفادين للنشر التي كانت واحدة من أكبر ناشري المجلات في القرن العشرين. كان سلف تشارلز أطلس وجاك ليلان، وكان له الفضل في بدء ثقافة الصحة واللياقة البدنية في الولايات المتحدة..

## روابط خارجية
- بيرنار ماكفادين على موقع IMDb (الإنجليزية)
- بيرنار ماكفادين على موقع الموسوعة البريطانية (الإنجليزية)